# Hofmaenneria brachystoma
Hofmaenneria brachystoma is een rondwormensoort. De wetenschappelijke naam van de soort is voor het eerst geldig gepubliceerd in 1940 door Hofmänner.